# Everett Nunatak
Everett Nunatak är en nunatak i Antarktis. Den ligger i Västantarktis. Nya Zeeland gör anspråk på området. Toppen på Everett Nunatak är 2 214 meter över havet.
Terrängen runt Everett Nunatak är kuperad söderut, men norrut är den platt. Trakten är obefolkad. Det finns inga samhällen i närheten.